# Mercedes Doménech
Mercedes Domenéch Martínez (1922, Belmonte, Asturias - Granada, octubre de 2002) fue una de las locutoras principales de Radio Granada. En la fecha de su nacimiento su padre era director de prisiones. Como consecuencia de un cambio de destino del padre a otra prisión, pasa su infancia hasta los 14 años en Lugo. Al comienzo de la guerra civil, su madre – ya viuda- decide trasladarse al pueblo manchego de Albaladejo, en la provincia de Ciudad Real, de donde era oriundo su esposo
Finalizada la contienda civil, Mercedes quiere estudiar la carrera de Medicina, por lo que se trasladan a Granada. Comienza sus estudios de medicina, se diploma en enfermería (A.T.S.) y empieza a trabajar como enfermera personal e instrumentista, ayudante de quirófano.
En 1946 realiza y aprueba dos oposiciones, coincidentes en el tiempo, una a Telefónica y otra a Radio Granada, eligiendo la radio para desarrollar su labor profesional siguiente durante más de 40 años.
De esta forma Mercedes Domenéch se convierte en la primera locutora de EAJ 16 Radio Granada, donde realiza toda su actividad profesional, aunque realiza esporádicos viajes a Madrid para realizar experiencias de doblaje cinematográfico.
A lo largo de su carrera radiofónica interpretó una gran cantidad de obras con el cuadro de actores de la emisora, en obras de autores tan dispares como Calderón, Lope, Benavente, Zorrilla, Arniches o Álvarez Quintero, e incluso, actuando en escenario con actrices de la talla de María Fernanda Ladrón de Guevara, y, por supuesto con el cuadro lírico y de actores de Radio Granada, consiguiendo con el, varios premios nacionales.
Fue técnico en Radiodifusión, especialista en emisiones y producción, fue miembro de la ejecutiva nacional de la Asociación profesional de Radio y Televisión y Vicepresidente de la provincial de Granada
Trabaja también en el campo publicitario, obteniendo el título como técnico en publicidad, siendo miembro de número de su organización nacional, razón por la que no perteneció a la Asociación de la Prensa de Granada, al existir incompatibilidad entre ambas.
Presentó y realizó junto a José Real y José Carlos Marfé el primer espacio magacine “cara al público” realizado en los estudios de Radio Granada. Presentó el programa “Alegría en las Ondas”, con el maestro Novi y su Academia de canto de donde surgieron grupos como “Los Ángeles Azules” y “Los Windis” y solistas como “Mike Rios” “Gelu” “Li Morante”, entre otras voces conocidas a nivel nacional.
Inició, junto a Juan Bustos, el informativo “Andalucía 8’30” Premio Ondas de radio, en el que participaban todas la emisoras asociadas a la SER en Andalucía y que es el antecedente del informativo regional andaluz y germen de la Cadena Regional Andaluza de la SER
Lideró por orden del director-propietario de Radio Granada , la cuestación a favor de los damnificados de los terremotos del 56, realizando los programas desde Santa Fe y Atarfe, primero en un camión y después desde una de las tiendas de campaña instaladas por el ejército. 
Años más tarde, su programa diario “Bolsa de Trabajo” consiguió, competir con éxito en número de puestos ocupados con el mismísimo INEM, 11 años de labor social y más de 100.000 referencias son el cómputo final de un espacio que finalizó cuando le llegó la edad reglamentaria de jubilación en 1987, marcando junto a José Real, Juan Bustos y finalmente Manolo Garrido algunas de las páginas más brillantes de la radiodifusión granadina y española.
Estaba en posesión de los emblemas de oro de la Asociación Profesional de la Radio, de la Asociación Profesional de Técnicos Publicitarios, del Colegio de ATS, y del de Agentes Comerciales y entre sus premios figuran el “Bibarrambla” y el “Sacromonte” además de varios nacionales de la “Cruzada de Protección Ocular” y casi todos los que otorga la radiodifusión española, incluido la Antena de Oro de radiodifusión.
Falleció en Granada en octubre de 2002. A título póstumo el Ayuntamiento de Granada le concedió la Medalla al Mérito de la Ciudad y dio su nombre a una plaza.